# Yüksel Alkan
Mehmet Yüksel Alkan (1º maggio 1931 – 23 novembre 2017) è stato un cestista turco.

## Carriera
In carriera ha militato nel Galatasaray. Con la Turchia ha disputato i FIBA EuroBasket 1955 e in precedenza le Olimpiadi 1952.